# NGC 2341
NGC 2341 è una galassia a spirale situata nella costellazione dei Gemelli, a una distanza di circa 256 milioni di anni luce dalla nostra Via Lattea.

## Scoperta
La galassia è stata scoperta il 10 novembre 1864 dall'astronomo tedesco Albert Marth.

## Descrizione
NGC 2341 presenta una larga riga a 21 cm dell'idrogeno neutro.
Nella galassia sono presenti anche regioni di idrogeno ionizzato.
Nelle immagini, NGC 2341 e NGC 2342 compaiono nella stessa regione di cielo. Tenendo conto che si trovano pressoché alla stessa distanza dalla nostra Via Lattea, è ragionevole pensare che esse formino una coppia di galassie in interazione gravitazionale tra di loro.

## Supernova
Il 6 novembre 2004, all'interno di NGC 2341 è stata scoperta la supernova SN 2004gd da M. Moore, K. Shimasaki e W. Li nel corso del programma LOSS (Lick Observatory Supernova Search) dell'Osservatorio Lick. La supernova è stata classificata di tipo IIn.